# Ciclón Guambe
El ciclón tropical Guambe fue el tercer ciclón tropical que tocó tierra en el país de Mozambique desde diciembre de 2020, tras el ciclón Eloise y la tormenta tropical Chalane. Guambe, undécima depresión tropical, octava tormenta con nombre y cuarto ciclón tropical de la temporada de ciclones en el suroeste del Índico de 2020-21, se originó a partir de una perturbación tropical en el canal de Mozambique el 10 de febrero de 2021. Dos días después, el sistema se convirtió en una depresión subtropical que tocó tierra en Mozambique. La tormenta procedió a trazar un bucle en el sentido de las agujas del reloj sobre el país durante los siguientes días, mientras arrojaba abundantes cantidades de lluvia en la región, antes de resurgir en el Canal de Mozambique el 16 de febrero. Poco después, el sistema se fortaleció hasta convertirse en una tormenta tropical moderada y fue nombrado Guambe. Un par de días después, Guambe experimentó una rápida intensificación, alcanzando la categoría de ciclón tropical el 19 de febrero y alcanzando su punto máximo como ciclón tropical equivalente a categoría 2 poco después. Posteriormente, Guambe experimentó un ciclo de reemplazo de la pared del ojo y se debilitó nuevamente hasta convertirse en una tormenta tropical severa el 20 de febrero. Posteriormente, Guambe pasó a ser tormenta extratropical el 22 de febrero. Al día siguiente, Guambe fue absorbido por otro ciclón extratropical.
Después de tocar tierra en Mozambique el 12 de febrero como una depresión subtropical, la perturbación precursora de Guambe provocó inundaciones generalizadas en todo Mozambique, que destruyeron viviendas y cultivos, y también desplazaron a miles de personas semanas después de que el ciclón Eloisa tocara tierra cerca del mismo lugar. Se estima que Guambe causó daños por millones de dólares (2021 USD). No se reportaron muertes a causa de la tormenta.

## Historia meteorológica

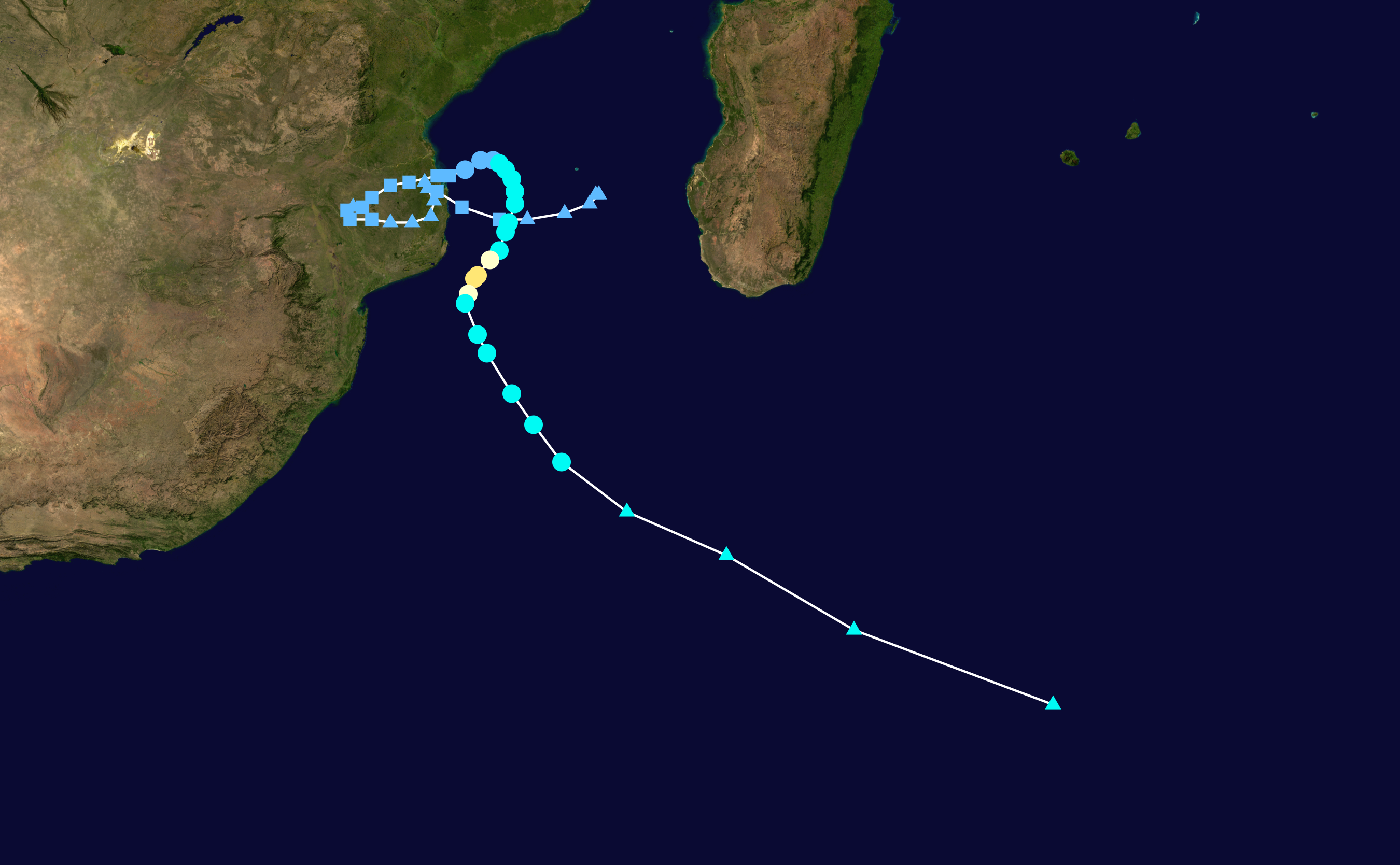
Mapa que traza la trayectoria y la intensidad de la tormenta, de acuerdo con la escala de huracanes de Saffir-Simpson (EHSS)

El 10 de febrero de 2021 se produjo una perturbación en el canal de Mozambique entre Mozambique y Madagascar. Durante los siguientes días, el sistema avanzó lentamente hacia el oeste, acercándose a la costa de Mozambique mientras se organizaba gradualmente. El 12 de febrero, Météo-France La Réunion señaló que el sistema se había convertido en una depresión subtropical y había tocado tierra cerca de Inhambane, Mozambique; la depresión subtropical también se movía lentamente hacia el interior sin haber desarrollado ninguna actividad convectiva sostenida significativa cerca del centro. Al día siguiente, el sistema fue designado como depresión tropical terrestre, y provocó fuertes lluvias localmente en partes del sur de Mozambique. Durante los siguientes días, el sistema realizó un lento recorrido en el sentido de las agujas del reloj sobre Mozambique, mientras se organizaba lentamente. El 15 de febrero, el sistema de meandros había regresado hacia el este y se esperaba que volviera a emerger en el Canal de Mozambique. A las 06:00 UTC del 16 de febrero, el sistema resurgió sobre aguas cálidas y abiertas y fue designado como disturbio tropical 11. La tormenta reanudó su tendencia de organización poco después, y a las 18:00 UTC de ese día, el MRF actualizó el sistema a depresión tropical.
El 17 de febrero, la depresión giró hacia el sur y se fortaleció hasta convertirse en la tormenta tropical moderada Guambe a las 12:00 UTC de ese día, y la sección norte de la tormenta quedó envuelta en una convección profunda. Por esa época, Guambe tenía un centro secundario de circulación de bajo nivel sobre el norte de Sudáfrica, lo que ralentizó el movimiento de la tormenta hacia el sur. La tormenta continuó fortaleciéndose hasta el día siguiente a medida que la actividad tormentosa se concentraba más alrededor del centro de la circulación de la tormenta; sin embargo, la falta de divergencia en los niveles superiores limitó inicialmente cualquier intensificación significativa. A pesar de esto, Guambe finalmente se fortaleció hasta convertirse en una tormenta tropical severa a las 18:00 UTC del 18 de febrero. Durante las siguientes horas, Guambe comenzó a experimentar una rápida intensificación, desarrollándose una configuración de nublado denso central (CDO) bien definida, a medida que el ciclón continuaba volviéndose más organizado. Guambe alcanzó rápidamente el estado de ciclón tropical a las 06:00 UTC del 19 de febrero, con la aparición de un ojo muy pequeño en las imágenes de satélite infrarrojas y una estructura central bien definida, incluso cuando la tormenta giró hacia el suroeste. Poco después, Guambe alcanzó su máxima intensidad, con vientos sostenidos de 155 km/h (96 mph) durante 10 minutos y una presión central mínima de 953 milibares (28,1 inHg). Casi al mismo tiempo, el JTWC estimó que Guambe se había fortalecido hasta convertirse en un ciclón tropical equivalente a categoría 2 en la escala de Saffir-Simpson (SSHWS), con vientos sostenidos de 1 minuto a 155 km/h (96 mph), con la tormenta de 1 La velocidad del viento sostenido en minutos ha aumentado en 65 km/h (40 mph) durante un período de 24 horas.
El avance de la tormenta se desaceleró a medida que Guambe mantuvo su fuerza, con el ojo de la tormenta desapareciendo y reapareciendo en las imágenes satelitales y con ráfagas convectivas esporádicas. Sin embargo, Guambe pronto comenzó a debilitarse, las bandas de alimentación de la tormenta se deshicieron y las cimas de las nubes se calentaron, aunque la tormenta logró mantener una estructura simétrica con un ojo estenopeico. A pesar de los pronósticos de un mayor fortalecimiento, Guambe se debilitó rápidamente hasta convertirse en tormenta tropical severa el 20 de febrero, debido a un ciclo de reemplazo de la pared del ojo, mientras la tormenta comenzó a acelerarse hacia el sureste. Guambe se descompuso aún más a medida que sus bandas de lluvia se deshacían y las cimas de sus nubes se calentaban, provocado por la fuerte cizalladura del viento y las frías temperaturas de la superficie del mar. Más tarde, el 21 de febrero, Guambe comenzó a experimentar una transición extratropical, antes de completar la transición a las 06:00 UTC del día siguiente, incluso cuando la tormenta comenzó a interactuar con la corriente en chorro del sur. Posteriormente, el MRF emitió su último aviso sobre la tormenta. El 23 de febrero, Guambe fue absorbido por otro ciclón extratropical de mayor tamaño.

## Preparativos e impacto
Después de que la perturbación precursora de Guambe llegara a tierra en Mozambique el 12 de febrero, la tormenta procedió a producir abundantes lluvias en toda la región durante los días siguientes, lo que provocó inundaciones generalizadas y el desplazamiento de más de 27.000 personas. La tormenta arrasó dos puentes sobre el río Umbeluzi, inundó cientos de viviendas y también destruyó numerosos cultivos. El 15 de febrero, una prisión en el sur de Mozambique transfirió a 150 prisioneros a otro centro penitenciario a 80 kilómetros (50 millas) de distancia debido al riesgo de inundaciones por la tormenta. La tormenta golpeó menos de un mes después de que el ciclón Eloise tocara tierra cerca del mismo lugar, empeorando la crisis actual en la región. La tormenta también provocó inundaciones en partes del noreste de Sudáfrica durante este tiempo. Como perturbación tropical, Guambe causó millones de dólares (2021 USD) en daños en Sudáfrica. Después de que Guambe reapareciera en el Canal de Mozambique el 16 de febrero y comenzara a fortalecerse, las autoridades locales de Mozambique anticiparon la amenaza de inundaciones adicionales por la tormenta en la parte sur del país, especialmente en la región entre Beira e Inhambane. Se pensaba que la misteriosa muerte de 186 delfines giradores frente al Parque Nacional Archipiélago de Bazaruto se atribuía al ciclón Guambe. Sin embargo, no hubo informes adicionales de daños a la propiedad humana mientras Guambe aceleraba hacia el sureste.